# Jottijävri
Jottijävri är en sjö i Finland. Den ligger i kommunen Enare i landskapet Lappland, i den norra delen av landet, 1 000 km norr om huvudstaden Helsingfors. Jottijävri ligger 260 meter över havet. Arean är 5,12 kvadratkilometer och strandlinjen är 23,52 kilometer lång. Sjön  ingår i Neidenälvens huvudavrinningsområde.   Omgivningarna runt Jottijävri är i huvudsak ett öppet busklandskap.
I övrigt finns följande i Jottijävri:
- Áitesuolu (en ö)
- Uhcasuolu (en ö)

I övrigt finns följande vid Jottijävri:
- Jottiluobbal (en sjö)
- Tshieskadasvärri (en kulle)
- Tsoagis Jottijävri (en sjö)